# المأمون (الرقة)
المأمون قرية سورية تتبع ناحية عين عيسى في منطقة تل أبيض في محافظة الرقة. بلغ عدد سكانها 698 نسمة في عام 2004 حسب إحصاء المكتب المركزي للإحصاء.